# Hettitisch

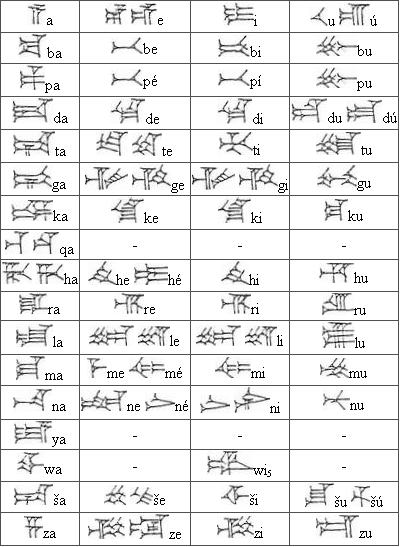
Overzicht van Hettitisch spijkerschrift

Het Hettitisch (of Hittitisch) is een antieke uitgestorven Indo-Europese taal die werd gesproken door de Hettieten in Anatolië. Het behoort tot de uitgestorven groep Anatolische talen.
Zelf noemden de Hettieten zich Nesili naar hun stad van oorsprong Kanesh. Kanesh was lang een belangrijk cultureel centrum. Daar zijn schrijftafeltjes teruggevonden van Assyrische handelslieden, en Hettitische teksten in spijkerschrift, waarin de Zangers van Kanesh en de Goden van Kanesh een belangrijke rol spelen.

## Ontdekking
In 1906 waren er in Centraal Klein-Azië opgravingen door Duitse geleerden. Te Boğazköy is de hoofdstad blootgelegd van het Hettitische rijk: Hattusa. De stad bloeide van de 19e tot de 12e eeuw v.Chr. Er zijn duizenden kleitabletten gevonden met spijkerschrift. In Kanesh zijn schrijftafeltjes teruggevonden van Assyrische handelslieden, en Hittitische teksten in spijkerschrift, waarin de Zangers van Kanesh en de Goden van Kanesh een belangrijke rol spelen. Kanesh was lang een belangrijk cultureel centrum.

## Ontcijfering
De meeste stukken dateren uit de 16e eeuw v.Chr. en 15e eeuw v.Chr.. Er zijn zelfs teksten uit de 17e eeuw v.Chr.. De teksten zijn ontcijferd door Bedřich Hrozný (1916 – 1917), die aantoonde dat ze in een Indo-Europese taal geschreven zijn. Na hun invasies in onder andere Akkad namen de Hettieten het spijkerschrift van de Akkadiërs over en andersom zijn er taalelementen van het Hettitisch overgegaan in het Akkadisch. Dit leverde een van de vroegste overgeleverde vormen van Indo-Europese taal, die in de vroeg historische tijden het nauwst Sanskriet met Grieks en Latijn aansluit.
De vorm van spijkerschift die overgenomen werd, lijkt echter van oudere datum. Het vertoont namelijk kenmerken van het schrift zoals dat in de tijd van Ur III (in de 21e eeuw) gebruikt werd. Er is echter uit die tijd vrijwel niets bekend over contacten van Sumerië met hun buurlanden. Mogelijk zijn er wel via Syrië culturele contacten met Anatolië geweest, maar is daar niets van teruggevonden. 

## Ontwikkeling
Hettitische teksten worden ingedeeld in Oud-, Midden- en Jong-Hettitisch. De eerste twee varianten verschillen veel meer van elkaar dan de laatste twee. In de Jong-Hettitische periode werd de taal voornamelijk gesproken door de heersende klasse, terwijl het grootste deel van de bevolking bestond uit Luwiërs.
De Hettieten schreven sommige passages in het Hattisch in spijkerschrift en lieten deze dan voorafgaan door het woord hattili.

## Invloed van het Arisch-Indisch
Volgens de Arische invasietheorie werd het Sanskriet (en de voorloper het Vedisch) vanaf ongeveer 5000 v.Chr. gesproken in Aryavarta (Groter India: Zuid- en Centraal-Azië). Door de migratie van Arische stammen naar Perzië, Mesopotamië en Anatolië werd de taal ook meegenomen.
Met zekerheid is vastgesteld dat een vorm van Indo-Arisch werd gesproken in de 14e eeuw v.Chr. dankzij Indo-Arische woorden in documenten die in het gebied van de Hettieten zijn teruggevonden, opgesteld in hun eigen Indo-Europese taal, het Hettitisch. Eén zo'n document is een handboek over het trainen van paarden van ene Kikkuli uit het land der Mitanniërs (waarvan het origineel klaarblijkelijk was opgesteld in de taal van de onder sterke Arische invloed verkerende niet Indo-Europese Hurrieten).

## Structuur
Het Hettitisch is in morfologisch opzicht eenvoudiger dan andere oude Indo-Europese talen. Ofwel zijn sommige Indo-Europese eigenaardigheden in het Hettitisch verloren gegaan, ofwel zijn vernieuwingen doorgevoerd in de andere talen. Het bevat nog talrijke archaïsmen die van groot belang zijn, zoals het behoud van een aantal van de laryngalen die het Proto-Indo-Europees wordt verondersteld te hebben gehad, maar die in alle andere dochtertalen zijn verdwenen. Ferdinand de Saussure had al in 1879 op louter taalkundige gronden de hypothese geformuleerd dat het Proto-Indo-Europees over die laryngalen moest beschikken. De ontcijfering van Hettitische teksten met de laryngalen h2 en h3 op precies de juiste plaatsen vormde de archeologische bevestiging van die hypothese.